# La Petite Princesse (film, 1995)
Pour les articles homonymes, voir La Petite Princesse.
Pour plus de détails, voir Fiche technique et Distribution.
La Petite Princesse (A Little Princess) est un film dramatique américain réalisé par Alfonso Cuarón, sorti en 1995. Il est adapté du roman homonyme britannique de Frances Hodgson Burnett, paru en 1905.

## Synopsis
Tandis que son père s'engage dans l'armée britannique pour lutter contre les Allemands durant la Première Guerre mondiale, Sara Crewe (Liesel Matthews) est envoyée dans un internat à New York. Sur place, elle entretient des relations très tumultueuses avec Miss Minchin (Eleanor Bron), la sévère directrice qui voit d'un mauvais œil les rêves de princesse de la jeune fille.
Mais voilà que soudain le père de la jeune rêveuse disparaît au combat. Elle se retrouve seule et sans un sou. La sévère et aigrie Miss Minchin la gardera sous son toit à condition qu'elle devienne servante dans l'établissement. La Petite Princesse n'en est plus une, mais ses rêves, bien qu'ils soient presque effacés par ses larmes, la maintiendront en vie jusqu'à ce qu'un événement inattendu se produise…

## Fiche technique
Sauf indication contraire, les informations mentionnées dans cette section peuvent être confirmées par la base de données cinématographiques IMDb,  présente dans la section « Liens externes ».
- Titre : A Little Princess
- Titre français : La Petite Princesse
- Réalisation : Alfonso Cuarón
- Scénario : Elizabeth Chandler, Richard LaGravenese, d'après du roman éponyme de Frances Hodgson Burnett
- Musique : Patrick Doyle
- Direction artistique : Tom Duffield
- Décors : Bo Welch
- Costumes : Judianna Makovsky
- Son : Richard Beggs
- Photographie : Emmanuel Lubezki
- Montage : Steven Weisberg
- Production : Mark Johnson
- Sociétés de production : Warner Bros., Mark Johnson Productions, Baltimore Pictures
- Sociétés de distribution : Warner Bros., American Broadcasting Company
- Budget de production : 17 000 000 USD
- Pays d'origine :  États-Unis
- Langues originales : anglais et secondairement français
- Format : couleurs - 35 mm - 1,85:1 - SDDS / Dolby SR
- Genre : drame, fantastique
- Durée : 97 minutes
- Dates de sorties : 
  - États-Unis : 10 mai 1995
  - France : 14 février 1996

## Distribution
- Liesel Matthews : Sara Crewe
- Eleanor Bron : Miss Maria Minchin
- Liam Cunningham : Capitaine Crewe, le père de Sara / Prince Rama
- Taylor Fry : Lavinia
- Vanessa Lee Chester : Becky
- Heather DeLoach : Ermengarde
- Arthur Malet : Charles Randolph
- Errol Sitahal : Ram Dass
- Rusty Schwimmer : Miss Amelia Minchin, la sœur de Maria
- Alison Moir : Princesse Sita / la mère de Sara (seulement en photo)
- Peggy Miley : Mabel, la cuisinière
- Rachael Bella : Betsy
- Kelsey Mulrooney : Lottie
- Time Winters : Frances
- Lomax Study : Monsieur Dufarge, le professeur de français (VF : Signor Di Fargo, le professeur d'italien)
- Vincent Schiavelli : Mr. Barrow, le notaire
- Camilla Belle : Jane
- Alexandra Rea-Baum : Gestrude
- Darcie Bradford : Jesse
- Kaitlin Cullum : Ruth
- Lauren Blumenfeld : Rosemary

## Autour du film

### Accueil critique
En regard du box-office, La Petite Princesse a reçu des critiques positives. Il obtient 97 % d'avis positifs sur Rotten Tomatoes, sur la base de 32 commentaires collectés, concluant que « Alfonso Cuarón adapte le roman de Frances Hodgson Burnett avec un sens aigu du réalisme magique, recréant vivement le monde de l'enfance vu par les personnages. ». Sur Metacritic, il obtient une note favorable de 83/100, sur la base de 19 commentaires collectés, ce qui lui permet d'obtenir le label « Acclamation universelle ».
Le New York Times dépeint le film comme « une vision belle, lumineuse et enfantine », qui « attire son auditoire dans la réalité d'un conte de fées» et « prend suffisamment de libertés pour réinventer plutôt que pour embaumer l'histoire assidûment aimée de Miss Burnett ».

« La Petite Princesse a été conçu, mis en scène et édité avec une grâce particulière. […] Il a une éloquence visuelle qui dépasse largement les limites de son histoire. À voir Sara tourbillonner avec extase dans sa chambre mansardée par une nuit enneigée, exultant des sentiments évoqués par une vue évocatrice à travers la fenêtre voisine, c'est savoir à quel point un film pour enfants peut être incroyablement charmant. »

— Janet Maslin, The New York Times, 10 mai 1995.
Le Washington Post, qualifie La Petite Princesse comme l'un des « débuts éblouissants » d'Alfonso Cuarón en Amérique du Nord en « recréant avec brio le monde éphémère de l'enfance, un royaume enchanté où tout semble possible. Contrairement à la plupart des mythologies maternelles, le film ne repose pas sur l'éveil sexuel de l'héroïne, mais plutôt sur le monomythe du héros, décrit par l'érudit Joseph Campbell. Sara, l'enfant adorée et choyée d'un riche veuf britannique, doit passer une série de tests pour découvrir ses forces intérieures. ».

### Influence
Ce film produit par Warner Bros a fait partie (avec Le Jardin secret) de ceux qui ont convaincu J. K. Rowling de faire confiance à la production pour adapter ses romans Harry Potter au cinéma.

## Différences avec le roman
- L'histoire se déroule aux alentours des années 1880, et non pendant la Première Guerre mondiale.
- Dans le livre, le pensionnat de Miss Minchin où le capitaine Crewe place sa fille est à Londres, et non à New-York.
- Dans le livre, le capitaine Crewe achète la poupée Émilie à sa fille, à Londres, le jour de leur séparation tandis que dans le film, il précise qu'il l'a fait venir de Paris.
- Dans le livre, la mère de Sara est française et n'a jamais fréquenté l’établissement de Miss Minchin.
- Dans le film, la mère de Sara ne meurt pas en lui donnant naissance à elle, mais à sa sœur.
- Dans le livre, Sara a appris à parler français grâce à sa mère qui était française, tandis que dans le film, c'est son père, qui a vécu à Paris quand il était petit garçon, qui le lui a appris.
- Dans le livre comme dans le film, en version originale, Sara parle aussi bien anglais que français et elle s'exprime dans cette langue au professeur de français du pensionnat qui s'appelle Monsieur Dufarge, et est lui-même français. Dans la version française, afin de différencier la majeure partie du film en anglais doublée en français des moments où Sara et d'autres personnages parlent français, Monsieur Dufarge est renommé Signor Di Fargo, devient italien et enseigne sa langue. Sara a donc cette fois appris l'italien par son père qui aurait vécu non plus à Paris, mais à Milan lorsqu'il était petit garçon.
- Dans le livre, Becky n'est pas noire.
- Dans le livre, le capitaine Crewe meurt de paludisme et sa fortune est investie dans l'exploitation d'une mine de diamants présumée qui s'avère être un échec.
- Dans le livre, le voisin du pensionnat s'appelle Tom Carrisford et était le compagnon du capitaine Crewe qui avait investi dans la mine avec lui tandis que dans le film, il s'appelle Charles Randolph et est le père de John Randolph qui se trouvait dans la même compagnie que le capitaine Crewe au front en Europe.

## Bande originale
Albums de Patrick Doyle
Exit to Eden
(1994) Raison et Sentiments
(1995)
La bande originale du film est composée par Patrick Doyle. Elle comprend 25 chansons et trois instrumentales, qui furent composées par des solistes.
| 1.    | Ramayana: A Morning Raga          | —                | 2:03 |
| 2.    | Children Running                  | —                | 0:53 |
| 3.    | Cristina Elisa Waltz              | —                | 3:03 |
| 4.    | The Miss Minchin School for Girls | —                | 1:40 |
| 5.    | Knowing You by Heart              | —                | 2:32 |
| 6.    | Breakfast                         | —                | 0:55 |
| 7.    | Letter to Papa                    | —                | 1:38 |
| 8.    | Angel Wings                       | —                | 1:07 |
| 9.    | False Hope                        | —                | 2:05 |
| 10.   | The Trenches                      | —                | 1:00 |
| 11.   | Crewe and the Soldier             | —                | 1:22 |
| 12.   | Alone                             | —                | 1:07 |
| 13.   | The Attic                         | —                | 2:05 |
| 14.   | The Trenches                      | Catherine Hopper | 1:00 |
| 15.   | The Shawl                         | —                | 0:54 |
| 16.   | Tyger Tyger                       | —                | 0:32 |
| 17.   | Compassion                        | —                | 0:37 |
| 18.   | For the Princess                  | —                | 1:38 |
| 19.   | Kindle My Heart                   | Abigail Doyle    | 3:00 |
| 20.   | The Locket Hunt                   | —                | 3:02 |
| 21.   | Midnight Tiptoe                   | —                | 1:13 |
| 22.   | I Am a Princess                   | —                | 1:14 |
| 23.   | Just Make Believe                 | —                | 1:33 |
| 24.   | Touched by an Angel               | —                | 1:43 |
| 25.   | Emilia Elopes                     | —                | 1:38 |
| 26.   | The Escape                        | —                | 2:58 |
| 27.   | Papa!                             | —                | 2:32 |
| 28.   | Kindle My Heart                   | Liesel Matthews  | 4:19 |
| 49:57 |                                   |                  |      |

## Distinctions
- Entre 1995 et 1996, La Petite Princesse a été sélectionné neuf fois dans diverses catégories et a remporté trois récompenses[6].

### Récompenses et nominations
| Date | Distinction                     | Catégorie                                      | Nom                                  | Résultat   |
| ---- | ------------------------------- | ---------------------------------------------- | ------------------------------------ | ---------- |
| 1995 | Awards Circuit Community Awards | Meilleur direction artistique                  | Bo Welch, Cheryl Carasik             | Nomination |
| 1995 | Awards Circuit Community Awards | Meilleurs costumes                             | Judianna Makovsky                    | Nomination |
| 1995 | LAFCA Awards                    | Meilleure direction artistique                 | Bo Welch                             | Lauréat    |
| 1995 | LAFCA Awards                    | Meilleure musique                              | Patrick Doyle                        | Lauréat    |
| 1995 | LAFCA Awards                    | Prix nouvelle génération                       | Alfonso Cuarón                       | Lauréat    |
| 1995 | LAFCA Awards                    | Meilleur film                                  | La Petite Princesse                  | 2e place   |
| 1996 | Oscars du cinéma                | Meilleure direction artistique                 | Bo Welch, Cheryl Carasik             | Nomination |
| 1996 | Oscars du cinéma                | Meilleure photographie                         | Emmanuel Lubezki                     | Nomination |
| 1996 | Young Artist Award              | Meilleur film familial dramatique              | La Petite Princesse                  | Nomination |
| 1996 | Young Artist Award              | Meilleure jeune actrice dans un rôle principal | Vanessa Lee Chester, Liesel Matthews | Nomination |